# نصف‌النهار ۱۰۴ درجه غربی
نصف‌النهار ۱۰۴ درجه غربی ۱۰۴مین نصف‌النهار غربی از گرینویچ است که از لحاظ زمانی ۶ساعت و ۵۶دقیقه با گرینویچ اختلاف زمانی دارد.
این نصف‌النهار از قطب شمال شروع و از مناطق زیر گذشته و به قطب جنوب ختم می‌شود.
- کانادا
- ایالات متحده آمریکا
- اقیانوس آرام